# Stile Impero (arredamento)
Lo Stile Impero nell'arredamento si diffonde in Francia nel 1801 e dura fino al 1821. Caratteristico per la maestosità degli arredi, progettati per esaltare il nuovo regime, è stato ideato dai due architetti Charles Percier e Pierre-François-Léonard Fontaine, che al fasto e alla grandiosità associarono l'armonia, ma anche la praticità nelle arti decorative, dal tavolo ai letti, dalle porcellane agli argenti, dagli specchi ai tappeti. Essi iniziarono a pubblicare nel 1801 i loro innovativi disegni, poi raccolti in volume nel 1804.

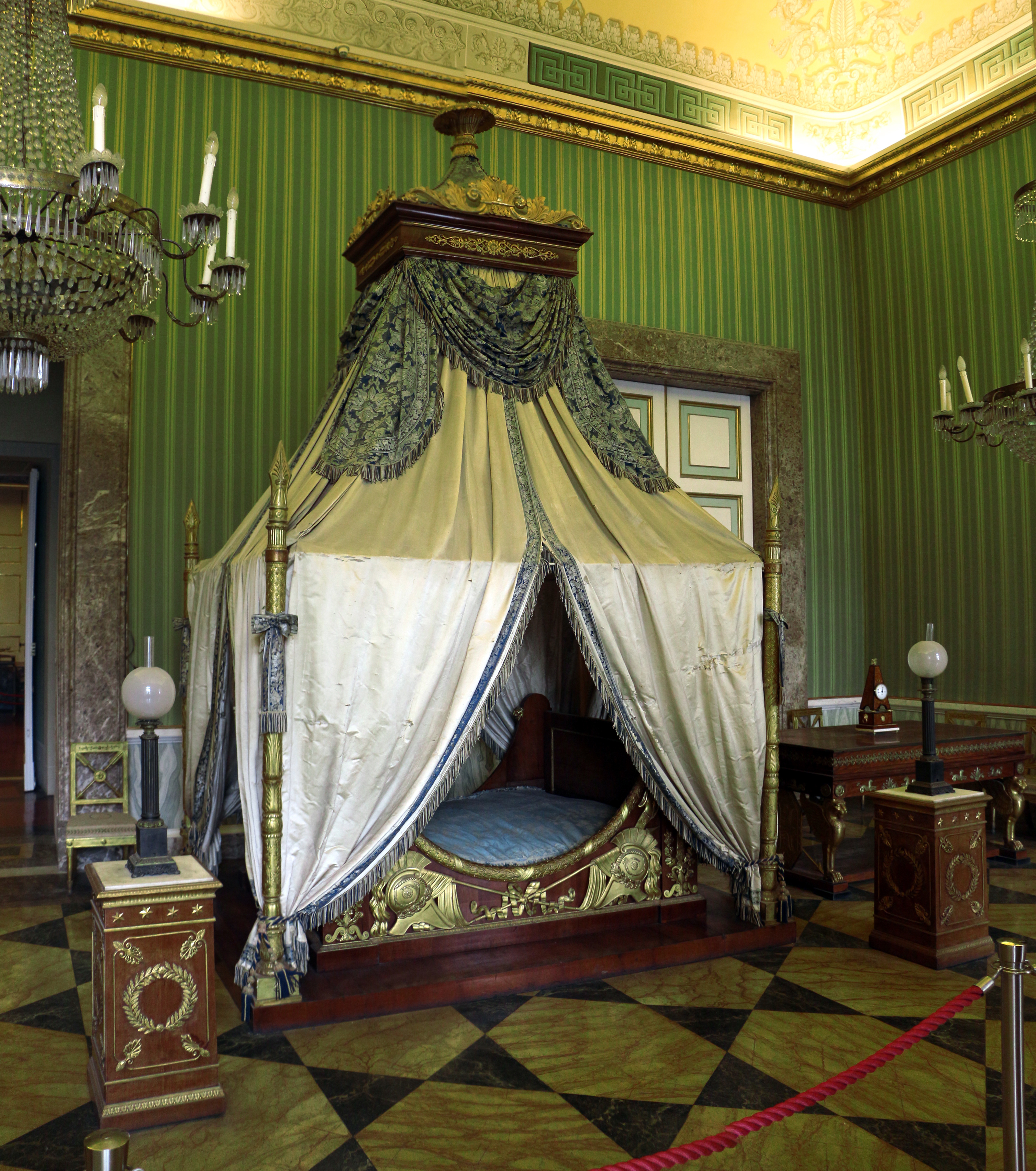
Reggia di Caserta, camera da letto di Gioacchino Murat in stile Impero

## Storia
Nei dieci anni che separano la fine dello stile Luigi XVI e l'avvento dell'Impero, l'arredamento in Francia è conosciuto col nome Stile Direttorio. Si assiste da una parte ad una semplificazione delle forme del Luigi XVI e dall'altra ad un irrigidimento della linea del mobile che prelude all'Impero. All'inizio dell'Ottocento l'arte diventa un veicolo di affermazione della fortuna politica napoleonica. Con l'Impero, negli arredi si conclude la ricerca costante di forme e di decorazioni ispirate all'antichità, in particolare al mondo degli egizi, dei greci e dei romani: i bronzi dorati sono realizzati a forma di tralci di acanto e di vite, ghirlande di alloro, di foglie di quercia e fiori, di figure mitologiche, grifi e sfingi, stelle e palmette, ninfe danzanti. Motivo tipico del nuovo gusto, tra quelli ideati dai due architetti, è la N entro due serti di alloro. Disegni allegorici per i bronzi e per gli intagli dorati sono le api (attività nel lavoro utile), le aquile (dominio imperiale), i cigni (purezza di ideali). 

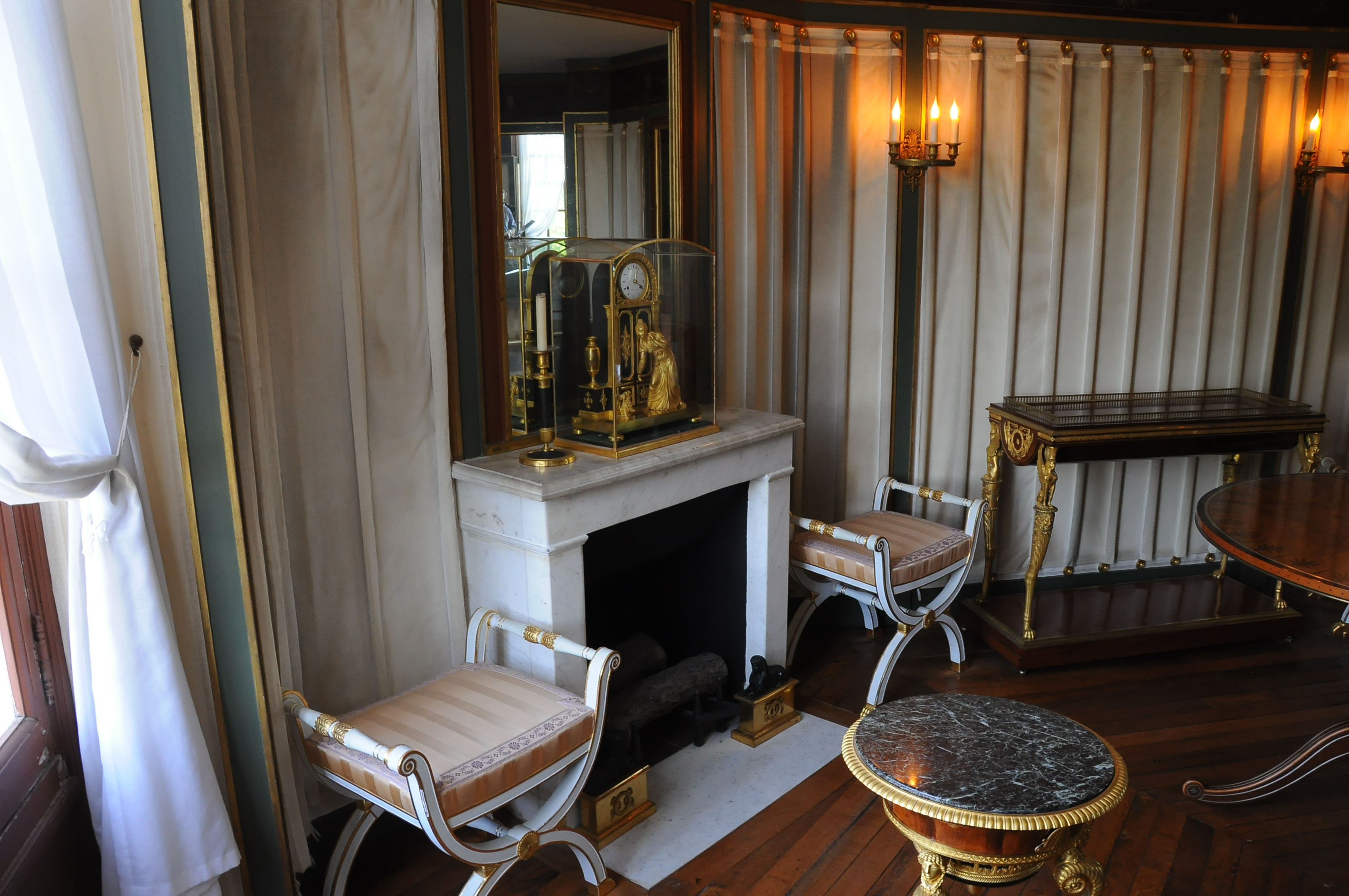
Castello della Malmaison, Appartamento di Joséphine

Nella prefazione alla loro pubblicazione Percier e Fontaine leggiamoː «On se flatterait en vain de trouver des formes préférables à celles que les Anciens nous ont trasmises.» Scrive in proposito Mario Prazː «Cominciarono con decorazioni pompeiane, le chiamavano "etrusche" tanto in Francia che in Inghilterra, [...] e adoperavano una gamma di colori che fa pensare alle delicatezze delle allora popolarissime ceramiche di Wedgwood. Ecco un interno pompeiano, solo ammobiliato d'un letto e d'un comò di mogano, d'ispirazione antica, adorni di pochi bronzi.»
Ancora Praz ci traduce un opuscolo del tempo che contiene la descrizione della toletta della nuova imperatrice dei Francesi Maria Luisa, qui riassuntoː intorno allo specchio due candelabri sostengono un serto di fiori, chiuso in basso da un putto in volo che rappresenta il Piacere; a Flora presentano il loro cuore i Geni del Commercio, dell'Industria, del Gusto e dell'Armonia; sui due candelabri si posano i Geni delle Scienze e delle Belle Arti, proni davanti a Flora.

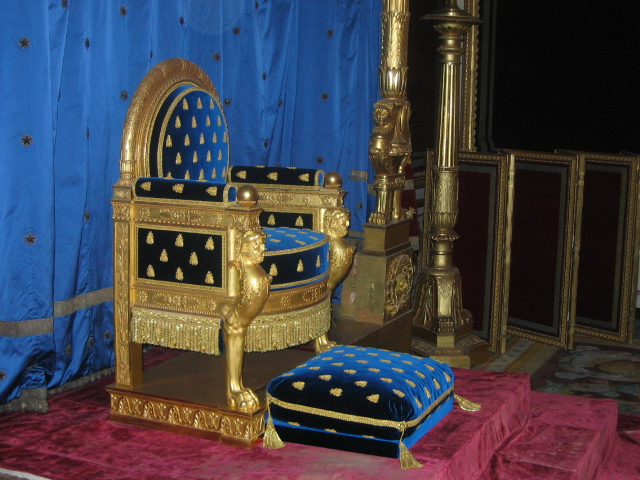
Fontainebleau, sala del trono

Due diverse tendenze convivono nella produzione degli arredi Impero: una eroica, grandiosa e solenne che caratterizza le dimore imperiali e quelle dell'entourage di Napoleone I; l'altra più contenuta e discreta, destinata ai privati e adattata alle esigenze della nascente e ricca borghesia. Le linee semplici, diritte o lievemente incurvate, danno un senso di snellezza, ma anche di forza. Lo stile è legato anche al passaggio della produzione di arte decorativa dall'artigianato all'industriaː in Francia si utilizzano seghe meccaniche per tagliare il legname. Fa la sua comparsa la carta da parati, dipinta a colori tenui e con minuscoli decoriː è usata nelle camere da letto e negli ambienti di piccole dimensioni. Lo stile Impero dilagò oltre i confini della Francia e esempi se ne trovano anche in epoche successive, specialmente in Russia, negli USA e in Brasile.
Tra gli ebanisti famosi, Pierre-Antoine Bellangé, che apparteneva ad una famiglia di ebanisti e che produsse mobili per Napoleone I e per Joséphine de Beauharnais.

## Caratteri
Il mobile in stile impero è maestoso e solido, liscio ed equilibrato nelle proporzioni. Costruito in radica o in massello di mogano, in modo da mettere in evidenza la venatura del legno, ha le superfici spoglie da altre essenze lignee, non conosce gli intarsi ed è decorato con bronzi dorati o con piccoli elementi, scolpiti nel legno in forme simboliche e poi illuminati dalla foglia d'oro zecchino. Per il blocco delle importazioni, dal 1808 il mogano è stato riservato per lastronature e sostituito da legni nostrani, come olmo, pioppo, noce e platano, tinti in colore scuro.

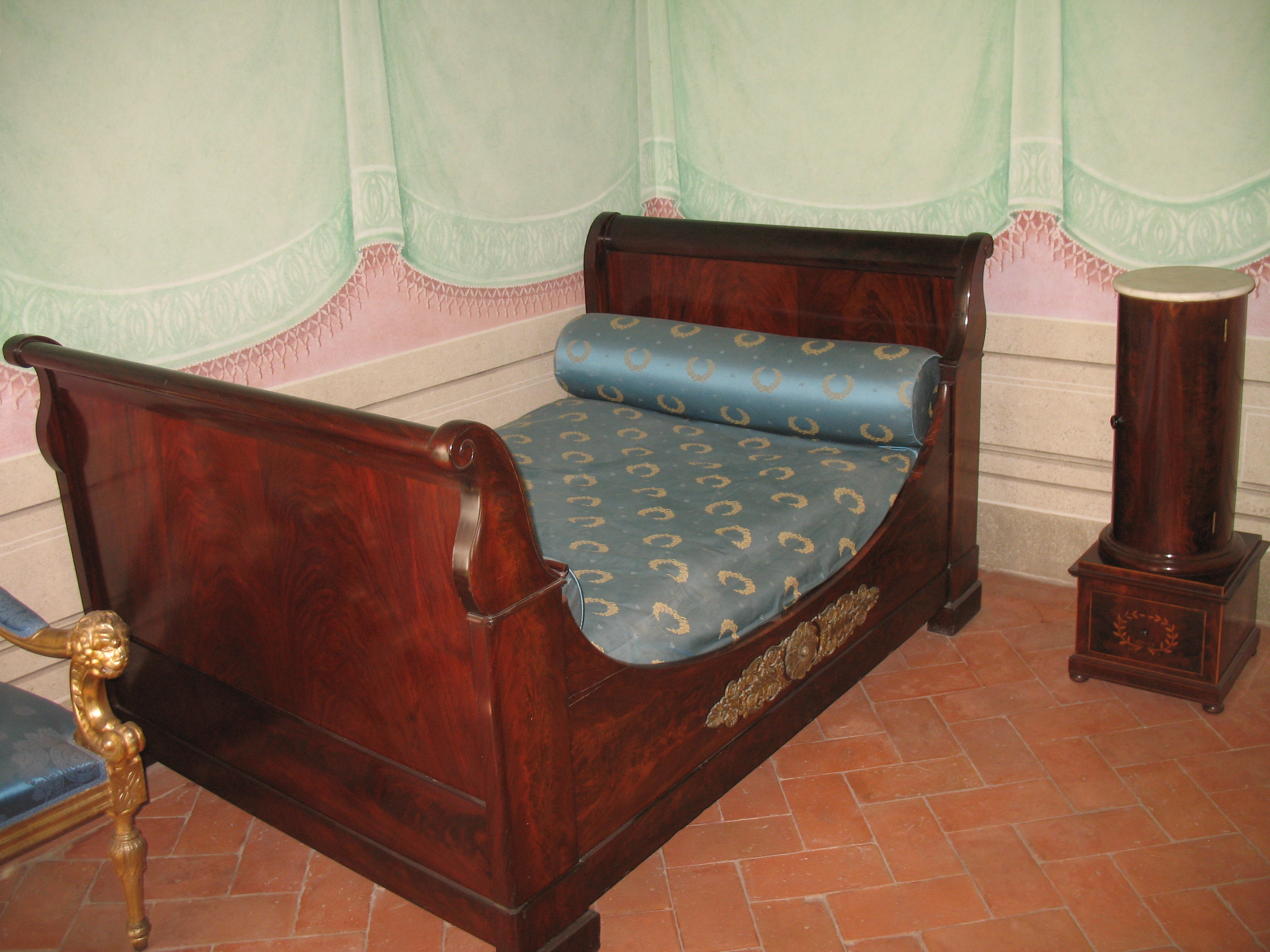
Villa di San Martino, letto impero con comodino a colonna

La gamba anteriore della sedia continua nel supporto al bracciolo che a volte è scolpito a forma di cigno, o di leone alato, o di sfinge, o di cariatide. La poltrona ha intagli rifiniti a foglia d'oro. Lo schienale è squadrato, le gambe posteriori sono a sciabola e quelle anteriori dritte.
Tra le novità: il sofà chiamato méridienne, un letto da riposo con testata rialzata che nella forma s'ispira al triclinio, e lo sgabello con le gambe a X. Nel ritratto scultoreo, in marmo di Carrara, opera di Antonio Canova, Paolina Bonaparte è adagiata sopra una méridienne festonata in basso da drappeggi. I tessuti per tappezzare sono in seta, in taffetà, in velluto, dai colori pieniː giallo oro, verde chiaro, rosso pompeiano, blu acceso.
Le consoles son strette e allungate, o a forma di mezzaluna. La commode sul fronte ha due pilastri o due colonne o due semicolonne ebanizzate che portano capitelli in stile dorico. I piedi della commode sono a zampa da elefante o a zampa ferina o ad artiglio d'aquila. Sui mobili sono poggiati piani in marmo italiano (bianco di Carrara o verde delle Alpi) o in granito belga o in rosso di Provenza.
Il guéridon, che ha la forma classica del tripode e le tre gambe unite da una predella, è sostenuto da piedi ferini; athénienne si chiama un tavolino di forma rotonda o esagonale che contiene un bacino di metallo: è utilizzato per lavarsi le mani prima di sedere a tavola, come accessorio da toletta o come giardiniera. La toilette è un tavolino sormontato da uno specchio, con cassettini; la psiche, con il grande specchio inclinabile, diventa un elemento irrinunciabile per la stanza di una signora. L'arpa, strumento musicale di alta ebanisteria, trova la sua collocazione nella stanza della musica, come la caratteristica chitarra a forma di lira.

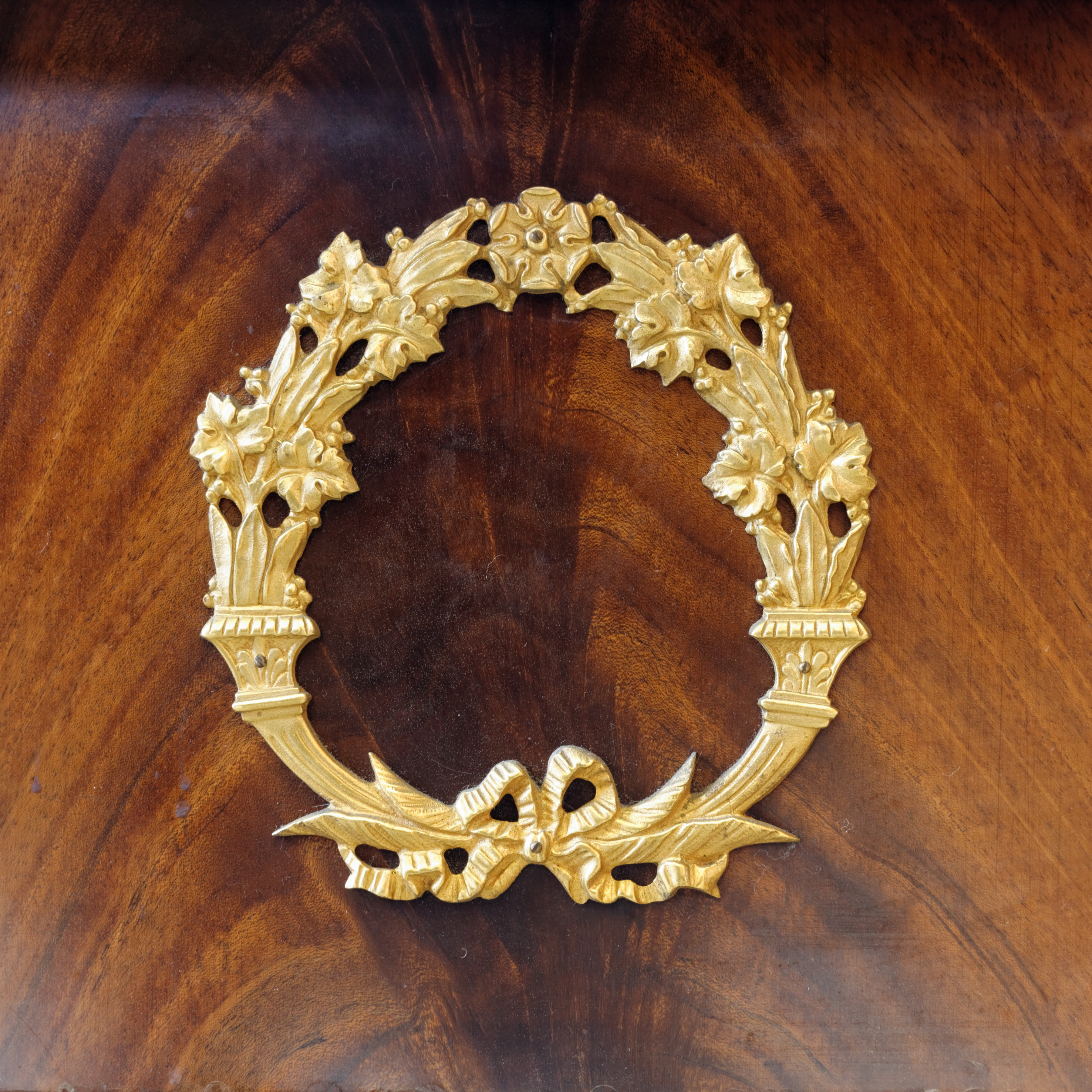
Parigi, bureau del sindaco, dett.

Al classico e imponente bureau plat, detto anche bureau Ministre, si aggiunge un nuovo tipo di scrivania: il bureau méchanique, con un largo ripiano che si apre a scatto, sostenuto da due serie laterali di cassetti. Un bureau di lusso, a forma di arco di trionfo, fu realizzato per Giuseppina dai fratelli Jacob, e oggi è conservato alla Malmaison. 
I tavoli da pranzo o da centro sono circolari e sostenuti da un montante centrale che ha alla base uno zoccolo triangolare. Il sotto-piano è decorato con bronzi dorati. I secrétaires hanno forme diritte: in basso ci sono due sportelli o una serie di cassetti e sopra c'è un'unica anta a ribalta, foderata internamente di pelleː quando è aperta, fa da scrittoio.
Il letto imperiale ha il lato più lungo appoggiato alla parete della stanza: da un baldacchino a cupola scendono sul letto veli e drappeggi sontuosi. Tipici letti sono quelli en bateau, con doppie e identiche testiere, diritte o sagomate a tulipano; mentre quello à l'antique ha una spalliera unica, a volte decorata con soggetti pompeiani. Ai lati del letto si pone un tavolino con piano di marmo e adorno di fregi di bronzo. 
Le serrature a incasso, spesso in bronzo o in ottone dorato, sono fissate con viti. Gli ornamenti di bronzo sono eseguiti con fusione a cera persa e poi dorati al mercurio.

### In Italia
Lo stile Impero italiano ha avuto una vita lunga, ben oltre la durata dell'impero napoleonico. I mobili si presentano rivestiti di lastre di radica (noce o mogano), i tagli dei legni si fanno ancora con seghe ad acqua o manuali, le schiene sono fatte con fasciame a piccole assi verticali, le serrature sono in ferro forgiato e dentro la scatola, le guarnizioni metalliche sono in ottonella stampata e poi lumeggiata ad oro. A Lucca l'ebanista Youf lavora per Elisa Bonaparte.

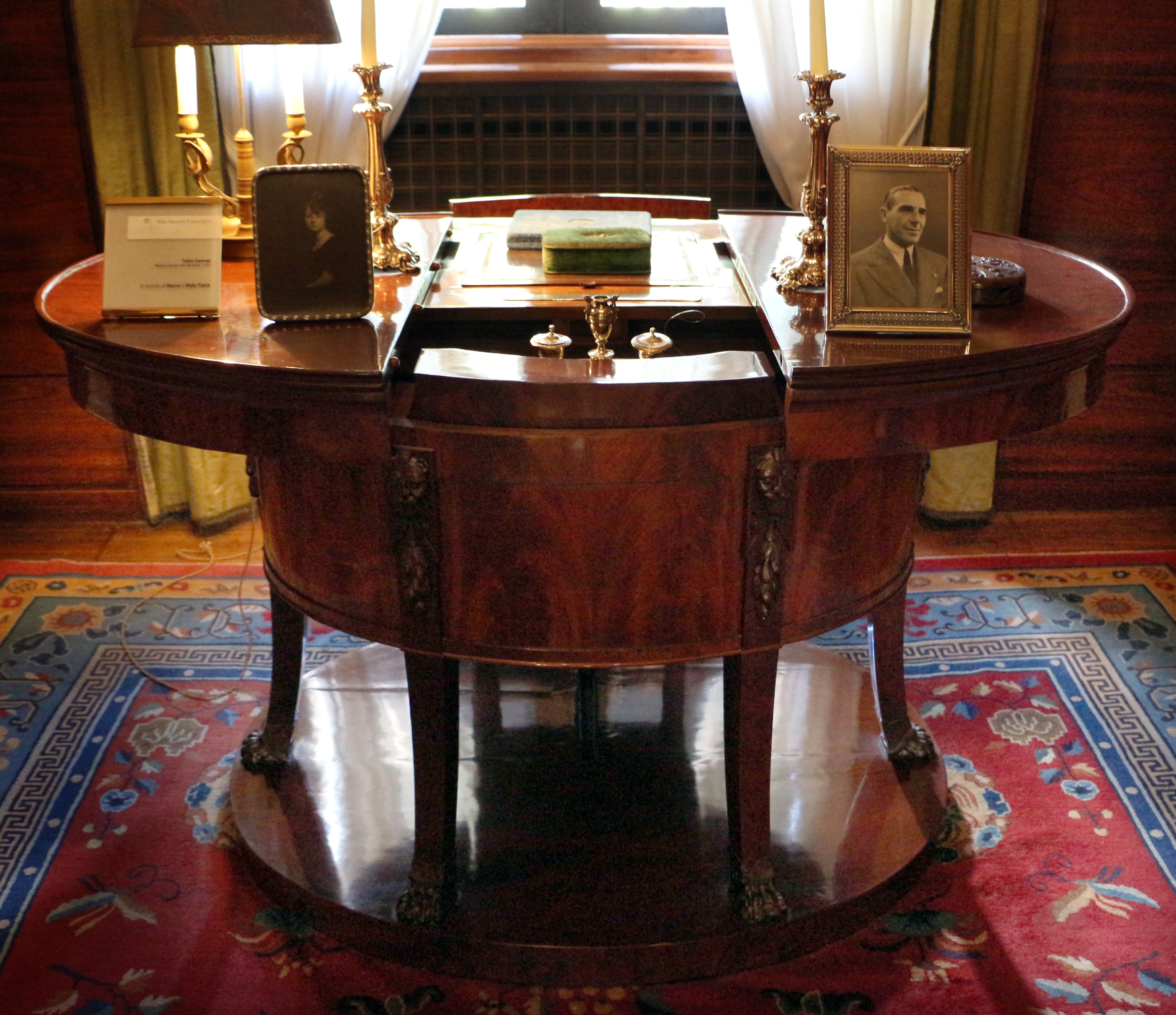
Giovanni Socci, scrivania da campo in stile Impero, 1807